# Anti-Hero
Pour les articles homonymes, voir Antihéros et Anti Hero (Brave New World).
Singles de Taylor Swift
Message in a Bottle
(2021) Lavender Haze
(2022)
Anti-Hero est une chanson de l'auteure-compositrice-interprète américaine Taylor Swift sortie le 21 octobre 2022. Il s'agit du premier single extrait de son dixième album studio Midnights.

## Historique
Avant la sortie de Midnights, Taylor Swift révèle les titres des treize chansons de l'édition standard de l'album, à travers une série de courtes vidéos postées sur Instagram et TikTok qu'elle nomme Midnights Mayhem With Me. Dans le sixième épisode, la boule numéro 3 sort d'un boulier de bingo et il est annoncé que le titre de la troisième piste de l'album est Anti-Hero.
Taylor Swift promeut la chanson sur la plateforme YouTube Shorts en lançant le challenge « #TSAntiHeroChallenge », incitant ses fans à filmer une courte vidéo dans laquelle ils partagent un problème qu'ils ont pu rencontrer dans leur vie personnelle.

## Clip vidéo

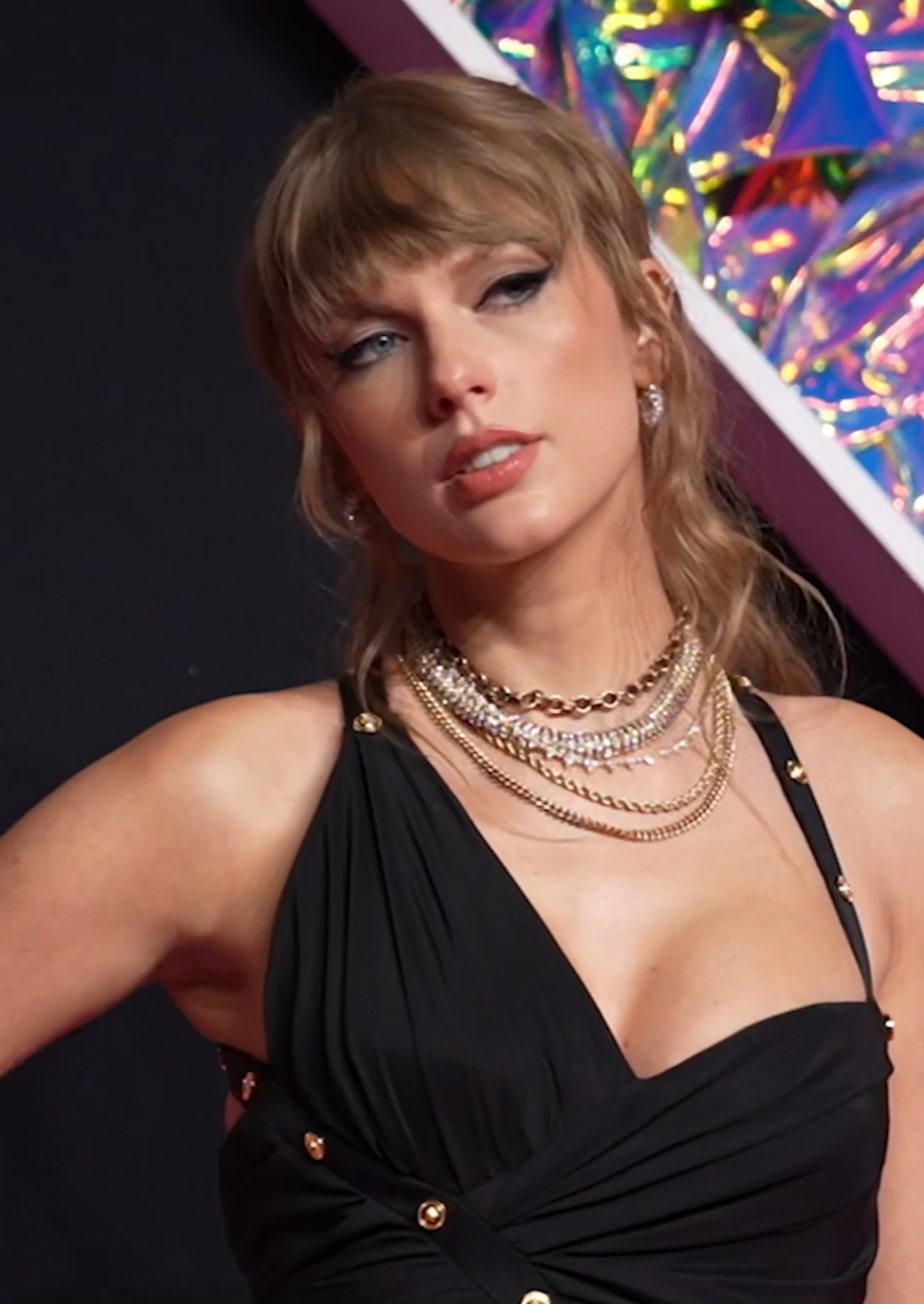
Taylor Swift aux 2023 MTV Video Music Awards.

### Production et synopsis
Le clip vidéo est écrit et réalisé par Taylor Swift qui souhaite représenter ses cauchemars et pensées intrusives. La directrice de la photographie, Rina Yang, est la même que pour son clip précédent All Too Well. Il est publié sur YouTube le 21 octobre 2022 à 8h00 heure de l'Est, huit heures après la sortie de l'album.
Le clip s'ouvre sur Taylor Swift chantant le premier couplet de la chanson dans une maison des années 1970, la même demeure utilisée pour les photos promotionnelles de l'album. Elle est assise devant une table sur laquelle est servi un petit déjeuner et se retrouve entourée de fantômes portant des accessoires qui font référence à d'anciens clips. Lorsqu'elle ouvre la porte d'entrée de la maison, elle se trouve face à une autre Taylor Swift qui chante la première phrase du refrain de Anti-Hero. Celle-ci est une fêtarde qui pousse la première à boire des shooters et faire la fête, et lui reproche son poids.
Une troisième Taylor Swift, géante, fait son apparition dans la salle à manger d'une famille durant le deuxième couplet de la chanson. Un homme essaie de la tuer en lui tirant une flèche dans le cœur. Cette scène est suivie par un interlude parlé mettant en scène les obsèques de Taylor Swift. Une photo la présente âgée, en femme à chats. Ses fils, incarnés par Mike Birbiglia et John Early (en), et sa belle-fille, incarnée par Mary Elizabeth Ellis, sont déçus de la lecture du testament, ce qui cause le chaos dans la salle. Le clip finit avec la Taylor Swift géante qui rejoint les deux autres qui sont en train de boire une bouteille de vin sur le toit de la maison.

### Polémique
Une scène dans laquelle Taylor Swift se pèse sur une balance, suivie par un gros plan sur celle-ci affichant le mot « fat » (« gros ») suscite une polémique, certains internautes accusant la chanteuse de grossophobie. Le clip est édité la semaine suivant sa sortie pour supprimer ce mot, le mercredi sur Apple Music, puis le jeudi sur YouTube. Taylor Swift ne communique pas sur ce changement ni sur la polémique. Elle reçoit des messages de soutien sur les réseaux sociaux de la part d'utilisateurs qui rappellent ses prises de parole passées concernant son rapport aux troubles des conduites alimentaires.
Sunny Hostin (en), co-animatrice du talk-show américain The View, déclare dans l'émission que les critiques n'ont pas compris le but de la scène. Tomas Mier de Rolling Stone regrette que Taylor Swift ait dû « édulcorer son expression artistique » et compare la situation aux chanteuses Beyoncé et Lizzo qui avaient dû changer des paroles de chansons après avoir été critiquées par des activistes durant l'été 2022.

### Réception
Aux États-Unis Anti-Hero se place dès sa sortie numéro 1 du Billboard Hot 100, durant 8 semaines dont 6 consécutives, et est la chanson la plus vendue de l'année 2022 dans le pays, avec 436,000 achats en téléchargement ; il s'agit également du premier grand succès en radio de Swift depuis Delicate en 2018. En passant 8 semaines au sommet du Billboard Hot 100, la chanson bat le record de Blank Space, de même que le record de Shake It Off en passant 28 semaines dans le top 10. En France, même si Midnights effectue un démarrage important en étant le premier album de l'artiste à se classer numéro 1, Anti-Hero ne se classe que 32e des ventes singles. La chanson reçoit une certification platine du SNEP en avril 2024.

## Classements hebdomadaires
| Classement (2022-2023)                  | Meilleure position |
| --------------------------------------- | ------------------ |
| Afrique du Sud (Billboard)              | 3                  |
| Allemagne (GfK Entertainment)           | 7                  |
| Argentine (Hot 100)                     | 40                 |
| Australie (ARIA)                        | 1                  |
| Autriche (Ö3 Austria Top 40)            | 6                  |
| Belgique (Flandre Ultratop 50 Singles)  | 1                  |
| Belgique (Wallonie Ultratop 50 Singles) | 13                 |
| Brésil (Billboard)                      | 8                  |
| Canada (Hot 100)                        | 1                  |
| Canada (AC)                             | 1                  |
| Canada (All-Format Airplay)             | 1                  |
| Canada (CHR/Top 40)                     | 2                  |
| Canada (Digital Songs)                  | 2                  |
| Canada (Hot AC)                         | 1                  |
| Croatie (Billboard)                     | 5                  |
| Danemark (Tracklisten)                  | 7                  |
| Espagne (PROMUSICAE)                    | 14                 |
| États-Unis (Hot 100)                    | 1                  |
| États-Unis (Adult Contemporary)         | 1                  |
| États-Unis (Adult Pop Songs)            | 1                  |
| États-Unis (Dance/Mix Show Airplay)     | 3                  |
| États-Unis (Digital Songs)              | 1                  |
| États-Unis (Pop Airplay)                | 1                  |
| États-Unis (Radio Songs)                | 1                  |
| États-Unis (Streaming Songs)            | 1                  |
| Finlande (Suomen virallinen lista)      | 10                 |
| France (SNEP)                           | 32                 |
| Global 200 (Billboard)                  | 1                  |
| Global Excl. US (Billboard)             | 1                  |
| Grèce (IFPI Greece)                     | 2                  |
| Hong Kong (Billboard)                   | 6                  |
| Hongrie (Stream Top 40)                 | 8                  |
| Inde (IMI (en))                         | 4                  |
| Indonésie (Billboard)                   | 1                  |
| Irlande (Irish Singles Chart)           | 1                  |
| Islande (Tónlistinn)                    | 3                  |
| Italie (FIMI)                           | 26                 |
| Lettonie (EHR (en))                     | 1                  |
| Liban (The Official Lebanese Top 20)    | 3                  |
| Lituanie (AGATA)                        | 5                  |
| Luxembourg (Billboard)                  | 6                  |
| Malaisie (Billboard)                    | 1                  |
| MENA (IFPI)                             | 20                 |
| Norvège (VG-lista)                      | 3                  |
| Nouvelle-Zélande (RMNZ)                 | 1                  |
| Panama (Monitor Latino)                 | 10                 |
| Paraguay (Monitor Latino)               | 9                  |
| Pays-Bas (Nederlandse Top 40)           | 5                  |
| Pays-Bas (Single Top 100)               | 9                  |
| Pays-Bas (Airplay)                      | 2                  |
| Philippines (Billboard)                 | 1                  |
| Portugal (AFP)                          | 2                  |
| Roumanie (Billboard)                    | 17                 |
| Royaume-Uni (UK Singles Chart)          | 1                  |
| Royaume-Uni (UK Download Chart)         | 1                  |
| Salvador (Monitor Latino)               | 11                 |
| Singapour (RIAS (en))                   | 1                  |
| Slovaquie (IFPI Rádio)                  | 11                 |
| Slovaquie (IFPI Singles Digitál)        | 6                  |
| Suède (Sverigetopplistan)               | 5                  |
| Suisse (Schweizer Hitparade)            | 6                  |
| Taïwan (Billboard)                      | 5                  |
| Tchéquie (IFPI Rádio)                   | 2                  |
| Tchéquie (IFPI Singles Digitál)         | 8                  |
| Vietnam (Billboard)                     | 2                  |